# Lerista alia
Lerista alia — вид сцинкоподібних ящірок родини сцинкових (Scincidae). Ендемік Австралії. Описаний у 2019 році.

## Поширення і екологія
Lerista alia мешкають на північному сході Квінсленду, у національному парку Буллерінга та в районі Талару, між містечками Маунт-Сурпрайз і Джорджтаун. Вони живуть в евкаліптових і мелалеукових рідколіссях.